# N. G. L. Hammond
Nicholas Geoffrey Lemprière Hammond (15 novembre 1907 – 24 marzo 2001) è stato uno storico e topografo britannico specializzato in antica Grecia, impiegato nello Special Operations Executive in Grecia durante la seconda guerra mondiale.
Fu insignito del Distinguished Service Order, dell'Eccellentissimo Ordine dell'Impero Britannico, del Fellow of the British Academy e dell'Ordine della Fenice.

## Biografia
Hammond intraprese gli studi classici al Fettes College e al Gonville and Caius College di Cambridge. Egli eccelleva nei suoi studi e intraprese molti viaggi a piedi esplorando Grecia e Albania e acquisendo conoscenza della topografia della zona, oltre che alle lingue greco e albanese. Grazie a queste sue conoscenze fu reclutato dallo Special Operations Executive durante la Seconda guerra mondiale nel 1940. Le sue azioni includevano molte operazioni pericolose di sabotaggio (soprattutto sull'isola di Creta). Come ufficiale, nel 1944 comandò la missione degli Alleati affiancando la Resistenza greca in Tessaglia e Macedonia. Grazie a queste azioni di guerra arrivò a ottenere una conoscenza dei luoghi molto accurata. Pubblicò una memoria del suo servizio militare chiamato Venture into Greece nel 1983.
Nel dopoguerra, Hammond iniziò a insegnare al Clare College a Cambridge. Nel 1954, divenne preside del Clifton College di Bristol e nel 1962 insegnante all'Università di Bristol, posto che mantenne fino al suo pensionamento. Fu nominato membro onorario del Centre des Nouvelles études de l'histoire, de la philosophie et des problèmes sociaux à Clermont-Ferrand nel 1988.
I suoi studi sono incentrati sulla storia greca, in particolare della Macedonia e dell'Epiro. È considerato ancora oggi uno dei massimi esperti della storia greca. Fu inoltre editore e contributore della Cambridge Ancient History e della seconda edizione della Oxford Classical Dictionary. Fu noto soprattutto per i suoi studi su Alessandro Magno e per aver suggerito la correlazione tra Vergina e Ege, l'antica capitale della Macedonia, prima ancora delle scoperte archeologiche di cui questa città è stata protagonista.

## Vita privata
Era padre di due figli (entrambi hanno studiato al Clifton College) e una figlia, Caroline Bammel, una nota studiosa del periodo paleocristiano.

## Opere (selezione)
- A History of Greece to 322 B.C. (1959)
- The end of Mycenean Civilization and Daek Age: the literary tradition (1962)
- Epirus: the Geography, the Ancient Remains, the History and Topography of Epirus and Adjacent Areas (1967)
- Migrations and invasions in Greece and Adjacent Areas (1976)
- ed. Atlas of the Greek and Roman World in Antiquity (1981)
- Philip of Macedon (1994)
- The Genius of Alexander the Great (1997)
- The Classical Age of Greece (1999)
- Poetics of Aristotle: Rearranged, Abridged and Translated for Better Understanding by the General Reader (2001)
- A History of Macedon Volume I: Historical Geography and Prehistory (1972)
- A History of Macedon Volume II: 550-336 B.C. (1979)
- A History of Macedon Volume III: 336-167 B.C. (1988)
- Alexander the Great. King, Commander, and Statesman
- Oxford Classical Dictionary (seconda edizione)